# تنظيم وسائل الإعلام
تنظيم وسائل الإعلام هي قوانين تنفذها السلطة القانونية. يختلف المبدأ التوجيهي للإعلام عبر العالم. قد يكون لهذا التنظيم أو الإجراءات أهداف مختلفة، مثلًا التدخل لحماية مصالح الدولة العامة، وتشجيع المنافسة والأسواق الإعلامية الفعالة أو وضع معايير فنية مشتركة. الأهداف الرئيسية لتنظيم الوسائل الإعلامية هي الصحافة والإذاعة والتلفزيون، وقد تشمل أيضًا الأفلام والموسيقى المسجلة والبث الهوائي والأقمار الصناعية ووسائط التخزين وتوزيع الأعمال الفنية وشبكة الإنترنت والهواتف، إلخ.

## الأساسيات الرئيسية
- التوازن بين الحريات الإيجابية والسلبية المحددة

الحريات السلبية المحددة، وتشريع دور المؤسسة الإعلامية في المجتمع وتأمين حرية التعبير، والنشر والملكيات الخاصة والمعاملات التجارية والمؤسسية، يجب أن تكون متوازنة بالتشريعات التي تضمن حرية المواطنين الإيجابية في الحصول على المعلومات.
- التوازن بين الدولة والسوق

الإعلام هو في موقع بين التجارة والديمقراطية. هذا يتطلب التوازن بين الحقوق والواجبات. بشيء من المسؤولية ولتحقيق التوازن التعاقدي، يتوقع المجتمع أن الإعلام يسلب امتيازاته. تفشل قوى السوق في ضمان نطاق أوسع من آراء الجمهور وحرية التعبير، ويُتوقع ضمان تنظيم الإعلام الرسمي.

## حسب البلد

### مصر
تشمل القوانين المصرية الإعلام ونشر الصحافة. أي مقال صحفي يُنشر عمومًا ضد الدستور المصري يتعرض للعقوبة وفق القوانين.
كان هذا القانون موضوعًا لتنظيم تداول المعلومات الخاطئة عبر الإنترنت. من الممكن اتخاذ إجراءات قانونية ضد من ينشر معلومات كاذبة. يستطيع المجلس الأعلى المصري لتنظيم وسائل الإعلام وضع الأشخاص الذين لديهم أكثر من خمسة آلاف متابع على منصات التواصل الاجتماعي أو المدونة الشخصية أو الموقع الإلكتروني تحت المراقبة. حُظر أكثر من 500 موقع إلكتروني في مصر قبل تفعيل القانون الجديد عام 2018. يجب أن تمر المواقع الإلكترونية على المجلس الأعلى المصري للإعلام للحصول على إذن.

### الصين
في الحقبة الأخيرة من التاريخ الصيني الحديث، كانت العلاقة بين الحكومة والمجتمع غير متوازنة. فرضت الحكومة هيمنتها على الشعب الصيني وعلى منصات التواصل الاجتماعي، بجعل خدمات التواصل الاجتماعي مُسيسة إلى حد بعيد.
قلل الإصلاح الاقتصادي سيطرة الحكومة على الإعلام، وخلق ميلًا لدى وسائل الإعلام للوقوف مع المجتمع وليس فقط مع السلطة. العلاقات المضطربة السابقة بين قوة الدولة وضعف المجتمع كانت مفككة سياسيًا في بعض مراحلها، لم يوجد تعبير حقيقي في ظهور الإنترنت. لم يعد المنظم في البداية الإنترنت فئةً إعلامية بل تقنية عملية. أدى التقليل من شأن الإنترنت بوصفه أداة اتصال إلى ضعف منظومة الإنترنت. منذ ذلك الحين، غيّر الإنترنت من طرق الاتصال وهيكلية الإعلام وأضر بالتعبير العام في الصين. لم ولن يسمح المنظمون بخروج منظومة الإنترنت عن سيطرتهم. في السنوات الأخيرة، بدأت منظومة الإنترنت تُنظم خلال مرحلة التطوير. يتألف تنظيم الإنترنت في الصين عمومًا من:
- التشريعات

تمتلك الصين عددًا غير قليل من التشريعات في العالم. وفقًا للإحصاء وحتى نهاية أكتوبر 2008، يوجد 14 قسمًا مختلفًا مثل مجلس الشعب الوطني الصيني وقسم الدعاية الإعلامية لحزب المجتمع الصيني ومكتب معلومات مجلس الدولة، وقد وُضع أكثر من 60 قانونًا حول العلاقة بمنظومة الإنترنت.
- الإدارة

من مسؤولية أقسام تنظيم الإنترنت في الصين تنظيم العمل. تقنية المعلومات مسؤولة عن تطوير وتنظيم الصناعة، تُنظم وزارة الأمن العام الأمن ومكافحة الجرائم، ويسيطر قسم الدعاية الإعلانية على النظام، حيث أقسام الثقافة والإذاعة والصحافة والتعليم، إلخ. ويُنظم محتوى المعلومات.
- السيطرة التقنية

تسيطر أقسام تنظيم الإنترنت على العبارات والسلوك غير الأخلاقي بواسطة تقنيات مثل حظر المعلومات السلبية، ومن ثم تنفيذ نظام الاسم الحقيقي عبر الإنترنت.
- سيطرة جدول الأعمال

يتطلب تحديد العلاقة بين أهداف المعلومات المتوقعة والأهداف الحقيقية، وتوجيه المعلومات للوصول إلى ما هو متوقع.
- التكيف الهيكلي

يسعى تنظيم وسائل الإعلام التقليدية الحكومية لتطوير منظومة الإنترنت إلى نظام إداري مرن نسبيًا، لزيادة قدرة التواصل لوسائل الإعلام الرئيسة في السلطة للمنافسة مع التواصل المجتمعي.
- التدريب

ينقل المنظم تطلعات بيئة الإنترنت للمواطنين بالتدريب والتعليم، لزيادة وعيهم بمعايير السلوك.

### الاتحاد الأوروبي
استبدلت معظم الدول الأعضاء في الاتحاد الأوروبي قوانين المنافسة بتنظيم ملكية وسائل الإعلام. تنشئ الهيئات الرسمية هذه القوانين لحماية المستهلكين من ممارسة الأعمال السلبية، بضمان وجود المنافسة العادلة في الأسواق الاقتصادية المفتوحة، مع ذلك، لا يمكن أن تحل هذه القوانين المشاكل المتقاربة وتركيز ملكية وسائل الإعلام.

### النرويج
يقوم الإعلام في الدول الإسكندنافية على نظام مزدوج الاحتكار مع خدمة بث قوية عامة، وتدخل حكومي دوري. قدم هالين ومنشيني نظام الإعلام النرويجي شركةً ديموقراطية، بدأت نشر الصحف بوقت مبكر، وتطورت جيدًا دون تدخل الدولة حتى ستينيات القرن الماضي. ساعد ارتفاع الدعاية الإعلانية على نمو قوة الصحف بتزايد، في حين كانت المطبوعات الصغيرة تكافح في قاع السوق. بسبب قلة التنوع في مجال الصحف، اتخذت الحكومة النرويجية إجراءً في صالح حرية التعبير الحقيقية. عام 1969، بدأت الحكومة النرويجية بتزويد الصحافة بإعلانات لصحف محلية صغيرة. لكن هذه الطريقة غير قادرة على حل المشكلة بالكامل. عام 1997، من طريق اهتمام تركيز ملكية وسائل الإعلام، مرر المشرعون النرويجيون قانون ملكية وسائل الإعلام للسلطة النرويجية، لتستطيع التدخل في القضايا الإعلامية عندما تُهدَّد حرية الصحافة وتعددية وسائل الإعلام. 
عُدل القانون عامي 2005 و2006، ونُقح عام 2013. النظام الأساسي النرويجي لمجال الإعلام هو ضمان حرية التعبير والتعددية الهيكلية واللغة الأم والثقافة وحماية الأطفال من المحتوى الإعلامي الضار. تشمل الحوافز النسبية التنظيمية قانون ملكية وسائل الإعلام وقانون البث وقانون الاستقلال التحريري. ذكرت تحقيقات النرويج العامة بأن المبدأ الأساسي لكل منظومات الإعلام النرويجية هي خدمات وسائل الإعلام الإخبارية بوصفها قوة معارضة للسلطة. شرط وسائل الإعلام الإخبارية للحصول على هذا الدور هو البيئة الآمنة لتنوع ملكية التحرير وحرية التعبير. جاء في البيان رقم 57 بأن تنوع المحتوى الحقيقي لا يمكن تحقيقه إلا من طريق التعددية الملكية ووسائل إعلام تحريرية مستقلة يقوم اتجاهها على أساس مبدأ الاحتراف الصحفي. لضمان هذا التنوع، تنظم الحكومة النرويجية شروط إطار عمل الإعلام، وتركز في المقام الأول على تعدد الملكية.

### المملكة المتحدة
بعد تحقيق ليفسون، تأسست لجنة التعرف على الصحافة بموجب الميثاق الملكي حول التنظيم الذاتي للصحافة، للحكم على تلبية الصحافة المعايير التي أوصى بها تحقيق ليفسون للاعتراف بها بموجب الميثاق. لدى الأمم المتحدة هيئات تنظيمية جديدة للصحافة منذ 2016، منظمة المعايير للصحافة المستقلة التي تنظم معظم الصحف الدولية والعديد من منافذ الإعلام الأخرى، وراصد الصحافة المستقل الذي ينظم عددًا أقل من النوافذ الإعلامية، لكنه يعمل فقط لصالح الهيئة التنظيمية للصحافة، التي تعترف بها لجنة التعرف على الصحافة، منذ أكتوبر 2016.
تشرف مكاتب الاتصال أيضًا على استخدام مجالات التواصل الاجتماعي في المملكة المتحدة. تفيد تقارير الإذاعة البريطانية بأن مكتب الاتصال يحلل استخدام التواصل الاجتماعي بين الشباب (بعمر 13-15 سنة) لجمع معلومات عن كيفية استخدام وسائل التواصل الاجتماعي. بث وسائل الإعلام السلكية واللا سلكية (التلفزيون والإذاعة والفيديو حسب الطلب) والخدمات البريدية التي ينظمها مكتب الاتصال.

### الولايات المتحدة
يمنع التعديل الأول لدستور الولايات المتحدة تقليص أدوار حرية التعبير وحرية الصحافة. مع ذلك توجد بعض الاستثناءات لحرية التعبير. مثل لوائح للبث العام: تمنع هيئة الاتصالات الفدرالية بث المحتويات غير اللائقة على الهواء. تنفيذ قانون عام 2005 الذي زاد من الغرامة القصوى للبث غير اللائق من 32,500 إلى 325,000 دولار، بحد أقصى 3 ملايين دولار، لحماية الصغار من التعبيرات والأفكار المسيئة. لم تتدخل محكمة الولايات المتحدة الأمريكية العليا في شؤون الإنترنت، لكن ذلك قد يتغير إذا طُبقت حيادية الإنترنت.

## النقد
اقترح أنطوني لويد وسليمان الواحد أنه يجب على السلطة إصدار قوانين إعلامية متنوعة تركز على مكافحة الاحتكار وتقليل الاحتكار بالديمقراطية الشرعية، منذ أن كانت وسائل الإعلام مهمة بالنسبة إلى الأمن الوطني والاستقرار الاجتماعي. التنظيم العالمي للتقنيات الإعلامية الجديدة هي لضمان التنوع الثقافي في المحتوى الإعلامي وتوفير حرية التعبير للرأي العام وتنوع الآراء والأفكار دون الخضوع للمراقبة، ويحمي التنظيم أيضًا استقلالية ملكية وسائل الإعلام من هيمنة الشركات الكبرى، وتحافظ على الوسائل الإعلامية من الهيمنة التجارية والسياسة.
في الصين، ما زال من المحتمل أن يُحظر فيلم رغم موافقة المجلس المركزي للرقابة على الأفلام، بسبب الخلاف على كادر قيادي محدد. يقول كاتب السيناريو الصيني وانج تشينجدونج أن تنظيم الأدب والفن يجب أن يستند إلى القوانين، لا تفضيلات الافراد. يجب أن تدخل التشريعات مجال وسائل الأعلام بأقرب وقت ممكن وتُطبق بدقة لتجنب الحالة التي يطغي فيها بعض القادة بقوتهم للسيطرة على المحتوى الإعلامي.